# 에스노스
에트노스(그리스어: Έθνος)는 1913년에 처음 발행된 그리스의 주간 신문이다.

## 역사
이 신문은 1913년에 베니젤로스주의 정치적 논조로 처음 발행되었다. 항상 진보적인 정치 스펙트럼에서 활동하며, 나중에 요르요스 파판드레우와 중앙 연합을 지지했다. 1970년 그리스 군사 정권 (1967년-1974년) 동안 발행을 중단해야 했다. 1981년, 디미트리스 바로스가 이를 컬러 타블로이드로 재출간했다.
이 신문은 수년간 페가수스 퍼블리싱 SA가 소유했다. 2017년에 이반 사비디스 소유의 디메라 미디어 인베스트먼트에 매각되었다. 2017년 9월부터 2018년 3월까지 발행인은 디미트리스 마리스였다. 디메라는 두 에트노스 발행물(일간 및 일요일판)을 3백만 유로에 인수한 것으로 알려졌다.
2020년 8월 9일, 일요일판은 2019년 7월 31일 발행을 중단한 일간판에 이어 발행이 중단되었다.
이 발행물은 독점적인 콘텐츠와 150개 이상의 일일 뉴스 보고서, 의견 및 심층 분석 기사를 포함하여 온라인으로 계속되었다. 2020년 3월, 7,348,731명의 고유 사용자가 웹사이트를 방문했으며, "Ethnos.gr"는 그리스에서 가장 인기 있는 뉴스 웹사이트 상위 10위 안에 들었다.